# FIA World Endurance Championship
FIA World Endurance Championship (скорочено — FIA WEC) — міжнародний спортивний чемпіонат з автогонок на витривалість, організований Західним автомобільним клубом і санкціонований Міжнародною автомобільною федерацією. Чемпіонат став наступником Міжконтинентального кубка Ле-Мана, який проводився в 2010—2011 роках, і першим світовим чемпіонатом з автогонок на витривалість після скасування в 1992 році Чемпіонату світу серед спортивних автомобілів. Назва World Endurance Championship використовувалася ФІА в 1981—1985 роках.
Відмінною особливістю чемпіонату є його проведення відразу в чотирьох класах: двох класах спортпрототипів і двох класах автомобілів Gran Turismo. Чемпіонський титул розігрується серед заводських команд спортпрототипів і автомобілів Gran Turismo, а також їх гонщиків, серед інших команд і гонщиків розігруються кубки і трофеї.

## Формат
Новий чемпіонат на витривалість утворено на основі Міжнародного Кубка Ле-Мана та Світового чемпіонату спортивних автомобілів (англ. World Sporstcar Championship).
Чемпіонат світу з автогонок на витривалість у цілому успадкував формат Міжконтинентального кубка Ле-Мана. Він складається з восьми гонок, що проводяться по всьому світу, включаючи 24 години Ле-Мана, тривалістю не менше 4 годин. Календар включає п'ять гонок в Європі, одну в Америці і дві в Азії, з можливим майбутнім розширенням. Змагання проводяться в чотирьох класах автомобілів: двох класах спортпрототипів (LMP1 і LMP2) і двох класах автомобілів Gran Turismo (LMGTE Pro, де виступають тільки професійні гонщики, і LMGTE Am, де потрібна наявність в команді одного гонщика-аматора).
Розігруються наступні титули на підставі набраних в ході сезону очок:
- чемпіонат в класі LMP1 в командному заліку;
- чемпіонат в категорії спортпрототипів в особистому заліку;
- чемпіонат світу в категорії Gran Turismo в особистому заліку і заліку автовиробників;
- трофей в класі LMP2 в особистому та командному заліку;
- трофей в класі LMGTE Am в особистому та командному заліку;

У чемпіонаті використовується система нарахування очок, аналогічна до інших гоночних серій під егідою FIA. Очки нараховуються за перші десять місць за схемою 25-18-15-12-10-8-6-4-2-1. За 11-е місце і нижче нараховується 0,5 очка, за перемогу в кваліфікації — 1 очко. Застосовуються коефіцієнти, які залежать від тривалості гонки. За результати, показані в гонці в Ле-Мані, очки нараховуються в подвійному (в суперсезоні 2018—2019 року — у півтора рази) розмірі.

## Календар
| Назва                  | Траса          |
| ---------------------- | -------------- |
| 4 години Сільверстоуна | Сільверстоун   |
| 6 годин Фудзі          | Фудзі Спідвей  |
| 4 години Шанхаю        | Шанхай         |
| 8 годин Бахрейну       | Бахрейн        |
| 6 годин Остіна         | Траса Америк   |
| 1000 миль Себрінга     | Себрінг        |
| 6 годин Спа-Франкоршам | Спа-Франкоршам |
| 24 години Ле Мана      | Сарта          |

### Колиишні перегони
| Назва                | Траса                          |
| -------------------- | ------------------------------ |
| 12 годин Себрінга    | Себрінг                        |
| 6 годин Сан-Пауло    | Інтерлагос                     |
| 6 годин Нюрбургринга | Нюрбургринг                    |
| 6 годин Мехіко       | Автодром імені братів Родрігес |